# Гийом Овернский

Opera omnia, 1674

Гийо́м Ове́рнский (фр. Guillaume d'Auvergne), также Гийом Парижский (Guillaume de Paris; 1190 год, Орийак — 1249 год, Париж) — французский философ, теолог-схоластик; советник и духовник Людовика IX; епископ Парижский. Участвовал в 1241 году в Парижском диспуте.

## Биография
Родился в последней четверти XII в., приобрёл громкую известность, как свободомыслящий богослов и философ. Его смелые суждения и самостоятельные толкования Аристотеля напугали римского папу Григория IX; он отказался утвердить избрание Гийома главой епархии Парижа, но должен был уступить, и в 1228 году Гийом вступил в управление епархией, продолжая свои учёные работы.
По его мнению, неупоминание в Библии столь важных вопросов, как сотворение ангелов, бессмертие души и т. п., служило доказательством умственной и нравственной незрелости евреев. В истории интеллектуального развития последних Гийом Овернский различал три эпохи: 1) период библейский, когда израильский народ удовлетворялся Библией; 2) период Талмуда и Мидрашей, называемый им «периодом сказок», и 3) период философов.
Умер в 1249 году.

## Творчество
- Самый знаменитый трактат — «De Universo».
- «Censura detestabilium errorum»,
- «Tractatus de Sancta Trinitate et attrib u tis divinis»,
- «De anima»,
- «De poenitentia»,
- «De collatione beneficiorum ecclesiasticorum»,
- «Liber de rhetorica divina»
- «Liber de fide et legibus».

Полное собрание сочинений Гийома Оверского появилось впервые в Нюрнберге (1496), а второе издание — в Орлеане (1674).